# 瀬戸しょうゆ焼きそば

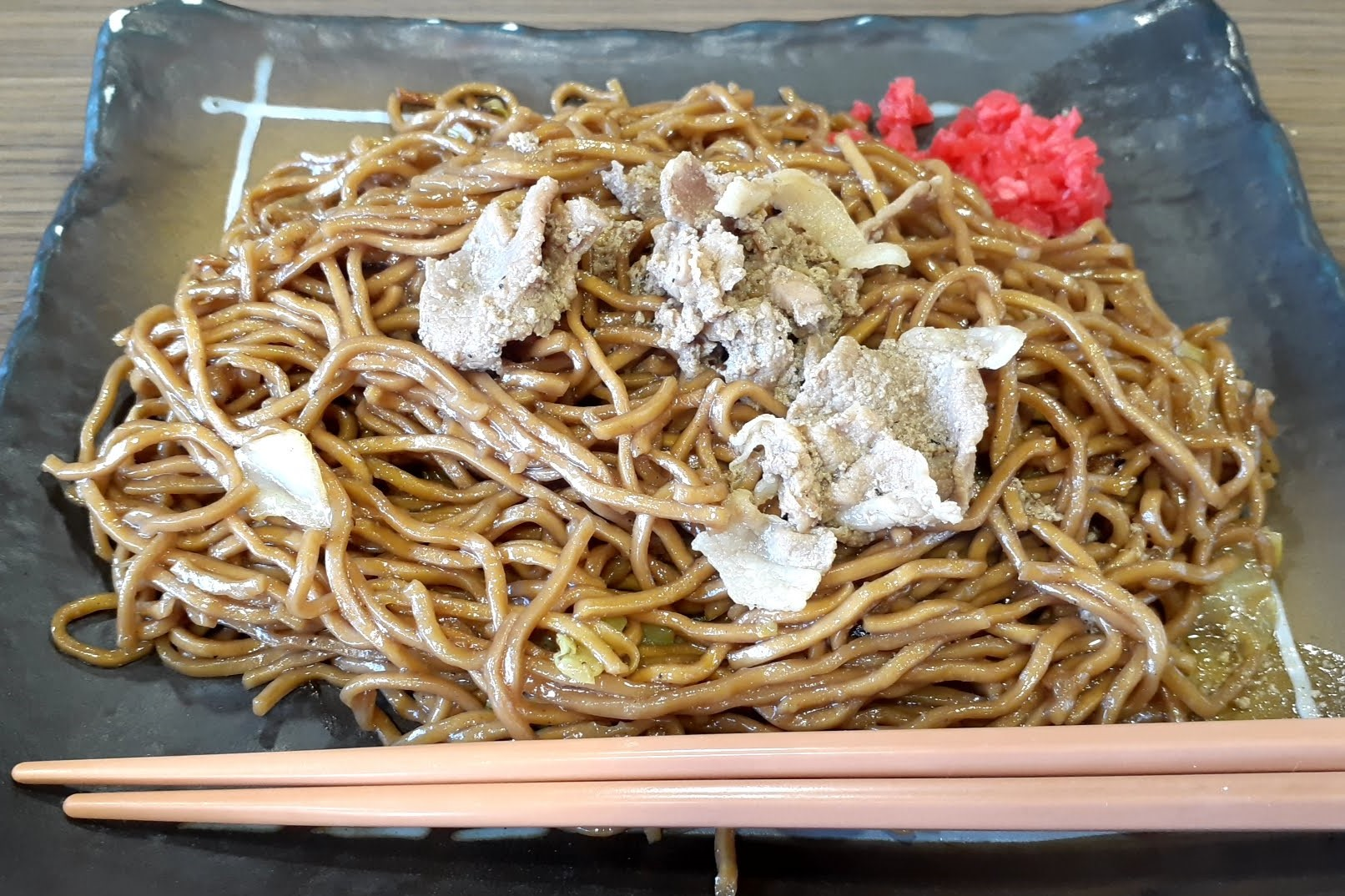
瀬戸焼そば（せとめし食堂）

瀬戸しょうゆ焼きそば（せとしょうゆやきそば）は、愛知県瀬戸市で販売されているご当地焼きそば。瀬戸焼きそばとも呼ばれる。

## 特徴
具はキャベツと豚肉のみで、蒸し麺に豚肉の煮汁をダシにした醤油風味の味付けがされているのが特徴。瀬戸市では現在「一笑」「銀座茶屋」「大福屋」、道の駅瀬戸しなのの「せとめし食堂」などの店で提供されている。露店での販売を除いて、提供する際は瀬戸焼の陶器皿で出すこととされている。

## 歴史
2011年（平成23年）12月21日、「瀬戸焼きそば」のブランド確立と全国への情報発信の事業化を目指し、地元産業界有志により「瀬戸焼きそばアカデミー」が設立された。

## 定義
- 麺は、蒸し麺を使用
- 味付けは、豚の煮汁や醤油ベースのタレを使用
- 具材は、豚肉とキャベツが主体
- せともの（瀬戸焼）の器を使用（お持ち帰りは除く)